# 광주진흥고등학교
광주진흥고등학교(光州眞興高等學校)는 대한민국 광주광역시 광산구 신창동에 있는 사립 고등학교이다.

## 학교 연혁
- 1971년 4월 24일 : 학교법인 송암학원 설립인가
- 1971년 12월 27일 : 광주진흥고등학교 8학급 인가
- 1972년 1월 20일 : 초대 교장 조규진 선생 취임
- 1972년 3월 9일 : 개교 및 입학식 거행
- 1975년 1월 10일 : 제1회 졸업식 거행
- 1996년 3월 1일 : 설립자 조규진 이사장 취임
- 2004년 2월 16일 : 학교법인 송암학원 이전(신창동)
- 2014년 10월 23일 : 조용성 이사장 취임
- 2023년 3월 1일 : 광주진흥고등학교장 김무남 선생 취임
- 2024년 2월 8일 : 제50회 졸업식(228명, 총 21,610명 졸업)

## 참고 자료
- 광주진흥고등학교 - 한국교육학술정보원 학교알리미